# کااوآی-۸۱
کااوآی-۸۱ یک ستاره است که در صورت فلکی ماکیان قرار دارد.